# Roger Legeay
Roger Legeay (Beaufay, 8 augustus 1949) is een voormalig Frans wielrenner en latere ploegleider. Hij was beroepsrenner van 1973 tot en met 1982, en behaalde in deze periode 19 overwinningen. 

## Carrière
Roger Legeay startte zevenmaal in de Ronde van Frankrijk met als resultaten: 71e in 1975, 35e in 1976, 37e in 1977, 42e in 1978, 63e in 1979, 84e in 1980 en 61e in 1981. Hij werd twee keer geselecteerd in de Franse ploeg voor het wereldkampioenschap op de weg.
Na zijn rennersloopbaan ging Legeay in 1983 aan de slag als ploegleider bij zijn vroegere ploeg Peugeot-Shell-Michelin, waar Maurice De Muer op pensioen ging. Hij was later onder meer de ploegleider van Greg LeMond bij diens Tourzege in 1990 en nadien de manager van de wielerploeg van Crédit Agricole. Toen deze sponsor stopte in 2008, moest Legeay het team opdoeken. Hij wilde in 2010 wel met een nieuw project starten maar vond uiteindelijk niet de nodige sponsors.
Hij was ook ondervoorzitter van de Fédération française de cyclisme, de Franse wielerbond.

## Resultaten in voornaamste wedstrijden
| Jaar | Ronde van Italië | Ronde van Frankrijk | Ronde van Spanje |
| ---- | ---------------- | ------------------- | ---------------- |
| 1973 | buiten tijd      |                     |                  |
| 1974 |                  |                     | 32e              |
| 1975 |                  | 71e                 |                  |
| 1976 |                  | 35e                 |                  |
| 1977 |                  | 37e                 |                  |
| 1978 |                  | 42e                 |                  |
| 1979 | 62e              | 63e                 |                  |
| 1980 |                  | 84e                 |                  |
| 1981 |                  | 61e                 |                  |

| Jaar | Gent-Wevelgem | Parijs-Roubaix | Bretagne Classic |  | WK op de weg |
| ---- | ------------- | -------------- | ---------------- |  | ------------ |
| 1973 |               |                |                  |  |              |
| 1974 |               | 54e            |                  |  |              |
| 1975 |               |                |                  |  |              |
| 1976 |               |                |                  |  |              |
| 1977 |               |                | Zilver           |  |              |
| 1978 |               |                |                  |  | 29e          |
| 1979 |               |                |                  |  |              |
| 1980 | 19e           |                |                  |  |              |
| 1981 |               |                |                  |  |              |

## Ploegen als sportdirecteur
- 1983-1986 Peugeot-Shell-Michelin
- 1987-1989 Z-Peugeot
- 1990-1992 Z
- 1993-1998 Gan
- 1998-2008 Crédit Agricole